# 육군사관학교 (영화)
"육군사관학교"는 1973년 공개된 대한민국의 영화이다.

## 배역
- 박노식
- 윤정희
- 김진규
- 신일용
- 김남일
- 안인숙
- 윤연경
- 태현실
- 윤세희
- 장혁
- 한문정
- 최연실
- 송해
- 박시명
- 이강조